# La Railleuse
Pour les autres navires du même nom, voir La Railleuse (navire).
La Railleuse est la 8e unité de la série des dix patrouilleurs de la Marine nationale française du type P400 destinés aux tâches de protection des zones économiques exclusives ou de service public.

## Histoire
Mise en chantier le 27 décembre 1984 et admis au service actif le 16 mai 1987, La Railleuse a participé à des missions de service public et militaire en Polynésie française. Le navire a notamment agi au profit des archipels d'Océanie à la suite des cyclones tropicaux Wasa (1991), Martin, Ocea (1997) et Oli (2010).
Désarmé à Brest après 24 ans de service, le patrouilleur est remplacé par l'Arago.
Le bâtiment aura été servi par 400 marins (dont 22 commandants) et aura parcouru 740 000 nautiques pour l'accomplissement de 288 missions.
À partir de 2012, elle fut amarrée sur coffre au Cimetière des navires de Landévennec, près de Brest, en attente de son démantèlement. Elle a quitté les lieux début septembre 2016, pour être démantelée au Havre.

## Missions
Les missions de La Railleuse (P689) étaient de l'ordre de la protection (patrouille, contrôle d'embargo, action de souveraineté, transport de commandos) ou de service public (secours en mer, police de la navigation, police des pêches, assistance aux zones isolées...).